# Killin (Scozia)

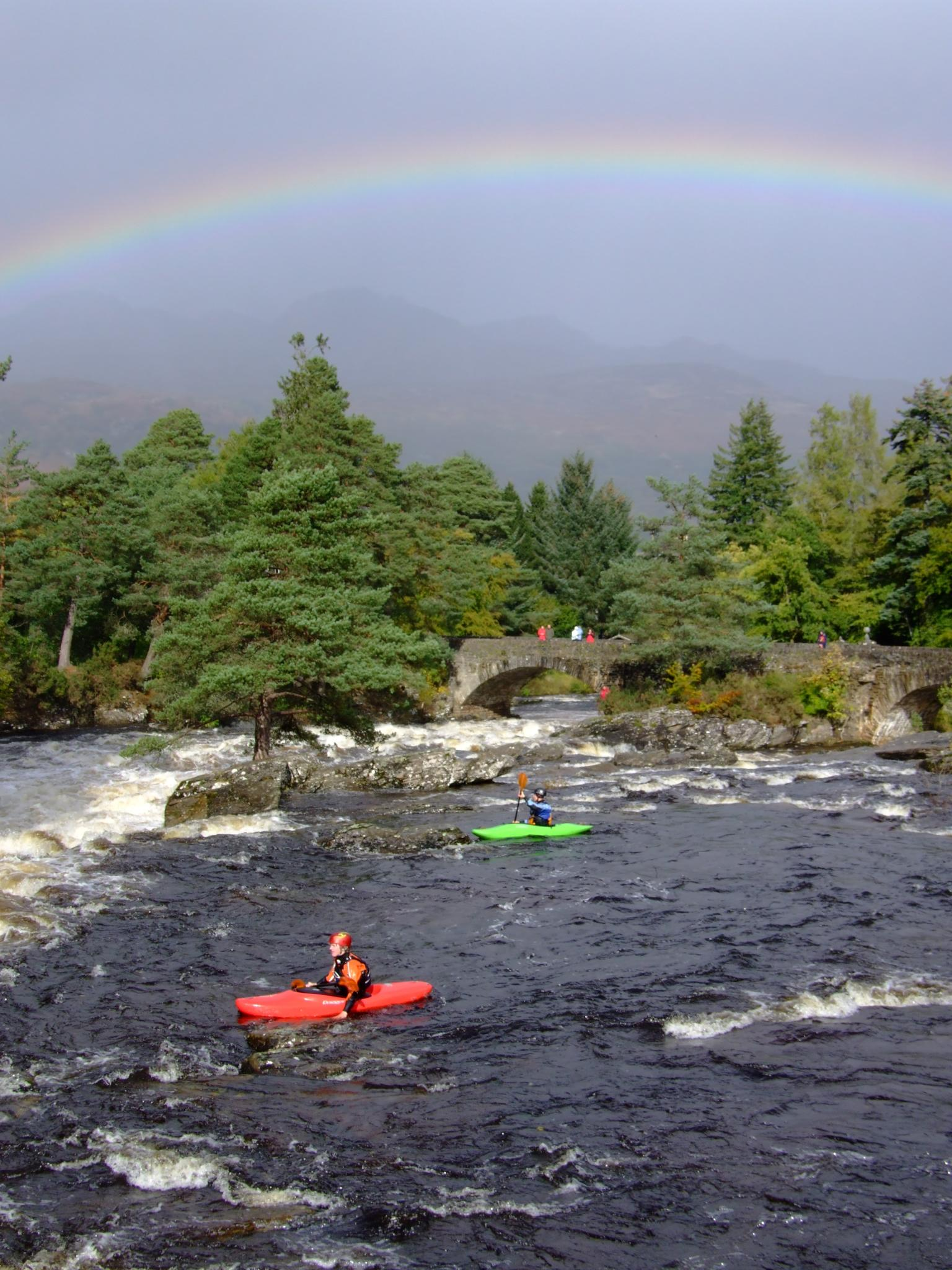
Killin (Scozia): Gare di kayak lungo le Falls of Dochart

Killin (in gaelico scozzese: Cill Fhinn) è un villaggio di circa 650 abitanti della Scozia centrale, facente parte dell'area amministrativa di Stirling (contea tradizionale: Perthshire) e situato lungo il Loch Tay e lungo il corso del fiume Dochart, nell'area dei Monti Grampiani (Highlands centrali).

## Etimologia
Il toponimo gaelico Cill Fhinn significa letteralmente "chiesa bianca" o "chiesa giusta/retta".

## Geografia fisica

### Collocazione
Killin si trova lungo la sponda occidentale del Loch Tay, a nord-est di Crianlarich e a nord-ovest di Lochearnhead, a circa 60 km a nord/nord-ovest di Stirling e a circa 100 km a nord di Glasgow.

## Società

### Evoluzione demografica
Al censimento del 2001, Killin contava una popolazione pari a 660 abitanti.

## Storia
Dal 1886 Killin divenne raggiungibile via ferrovia, la Killin Railway, che fu però chiusa nel 1965.

## Turismo
Killin è una popolare località turistica, frequentata soprattutto dagli appassionati delle escursioni e di pesca.

### Luoghi d'interesse

#### Falls of Dochart
Le Falls of Dochart ("Cascate del Dochart") sono delle cascate formate dal fiume Dochart che scorrono al centro del villaggio

#### Breadalbane Folklore Centre
Il Breadalbane Folklore Centre è un centro dedicato al folklore locale, ospitato in quello che un tempo era il mulino di St Fillan.